# 蕭子懋
蕭 子懋（しょう しぼう、472年 - 494年）は、南朝斉の皇族。晋安王。武帝蕭賾の七男。字は雲昌。

## 経歴
蕭賾と阮淑媛のあいだの子として生まれた。はじめ江陵公に封じられた。建元4年（482年）、武帝が即位すると、晋安王に改封された。永明3年（485年）、持節・都督南豫豫司三州諸軍事・南中郎将・南豫州刺史となった。巴東王蕭子響が豫州刺史に任じられると、子懋は都督豫州諸軍事の任を解かれた。永明4年（486年）、征虜将軍に進んだ。南豫州刺史のまま、宣城郡太守を兼ねた。永明5年（487年）、監南兗兗徐青冀五州諸軍事・後将軍・南兗州刺史となった。永明6年（488年）、監湘州諸軍事・平南将軍・湘州刺史に転じた。永明7年（489年）、持節・都督の任を加えられた。永明8年（490年）、鎮南将軍に進んだ。『春秋例苑』30巻を編纂して武帝に上奏し、宮中の秘閣に納められた。永明9年（491年）、自ら王府と州の事務を総覧した。永明10年（492年）、入朝して侍中となり、右衛将軍を兼ねた。永明11年（493年）、散騎常侍・中書監に転じた。就任しないうちに、使持節・都督雍梁南北秦四州郢州之竟陵司州之隨郡諸軍事・征北将軍・雍州刺史となった。子懋は書を好んだため、武帝は杜預の『春秋左氏経伝集解』や『古今善言』を与えた。
蕭昭業が即位すると、子懋は大将軍の号を受けた。隆昌元年（494年）1月、子懋が都督・江州刺史に転じると、雍州の兵士2、3000人を任地に連れて行きたいと考えて陳顕達に相談した。陳顕達が兵士を襄陽に残さないと勅旨に違うことになると忠告したが、子懋は聞き入れず、兵を連れて尋陽に赴任した。
同年（延興元年）、侍中の位を加えられた。9月、鄱陽王蕭鏘と隨郡王蕭子隆が宣城公蕭鸞に殺害されると、子懋は蕭鸞を打倒する起兵を計画した。子懋の母の阮氏は建康にいたため、信書を書いてひそかに迎えようとした。阮氏がその同母兄弟の于瑤之に相談したところ、于瑤之は蕭鸞に報告した。蕭鸞により厳戒体制が布かれ、平西将軍の王広之が討伐に派遣された。軍主の裴叔業と于瑤之が先行して尋陽を襲撃しようとした。子懋がこれを知ると、300人を派遣して湓城を守らせた。裴叔業が長江をさかのぼって、夜間に湓城を襲った。城局参軍の楽賁が開門して裴叔業を入城させた。子懋は王府と州の兵を率いて、稽亭渚に艦船を集結させていたが、裴叔業が湓城を落としたと聞くと、州城に拠って防備を固めた。子懋の兵には雍州の人が多く、士気も高かったため、裴叔業は苦戦を避けるべく、于瑤之を子懋のもとに派遣して身の安全をほのめかしつつ説得させた。子懋が裴叔業を攻撃しようとしなかったため、州城に拠る兵士の士気は衰えていった。于瑤之の兄で中兵参軍の于琳之が裴叔業に賄賂を贈るよう子懋に勧めたため、子懋は于琳之を裴叔業のもとに派遣させた。于琳之は子懋を攻めるよう裴叔業に説き、裴叔業は軍主の徐玄慶に400人を与えて于琳之の先導で州城に入らせた。子懋の部下たちはみな逃げ散り、于琳之は200人を従えて斬り込んだ。子懋は于琳之をののしったが、于琳之は袖で顔を覆って、人に子懋を殺害させた。子懋の享年は23。

## 伝記資料
- 『南斉書』巻40 列伝第21
- 『南史』巻44 列伝第34